# Trisanna
Trisanna är ett vattendrag i Österrike.   Det ligger i förbundslandet Tyrolen, i den västra delen av landet, 500 km väster om huvudstaden Wien.
Trakten runt Trisanna består i huvudsak av gräsmarker. Runt Trisanna är det ganska glesbefolkat, med 27 invånare per kvadratkilometer.